# Ранаде, Рамабай
Рамабай Ранаде (25 января 1862, Бомбейское президентство, Британская Индия — 25 января 1924, Пуна) — индийский социальный работник, феминистка, писательница, одна из первых борцов за права женщин в начале XX века.
В возрасте 11 лет она вышла замуж за судью Махадева Говинда Ранаде, выдающегося индийского учёного и социального реформатора.
В 1884 году со своим мужем и другими однодумцами основала в Пуне одну из первых в стране средних школ для девочек. Вдохновленная деятельностью своим мужа, основала «Социальный клуб индуистских женщин» в Бомбее, для развития женщин. После смерти мужа посвятила остаток своей жизни улучшению жизни женщин, в основном посредством деятельности «Общества Сева Садан» в Бомбее и Пуне.
Была основательницей и президентом Общества «Сева Садан» в Пуне, самого успешного из всех индийских женских учреждений, которое посещают тысячи женщин. Огромная его популярность объяснялась тем, что оно находилось под пристальным личным вниманием Рамабаи.